# 八戸平原総合農地開拓事業
八戸平原総合農地開拓事業（はちのへへいげんそうごうのうちかいたくじぎょう）とは、農林水産省東北農政局の農地開発事業で、青森県八戸市、階上町、岩手県軽米町の3自治体を流れる新井田川流域の丘陵地帯を開発する農地開拓事業である。

## 概要
八戸平原総合農地開拓事業は、青森県八戸市、階上町と岩手県軽米町の新井田川一帯の、未開発の山林を農地として開拓した国家事業である。青森県南及び岩手県北の県境は付近を流れる新井田川とその周辺の丘陵地帯は20mから130mの高低差があり、雨量も少なかったため農地として生産性が低い土地だった。
八戸平原開発構想は藩政時代から蛇口伴蔵などが私財を投じて計画していたが資金難で頓挫したが、その後1950年代に再浮上し、1976年（昭和51年）に本格的な事業が開始された。当時の時代背景として、食糧増産と急増する水使用量に対応するため、農地造成、既墾地の区画整理、農道整備、農業用排水施設整備、ダムの建設が行われた。ダムは同事業者の灌漑用水の他、青森県の新井田川総合開発事業における防災機能の強化、八戸圏域水道企業団と種市水道事業の上水の4事業者の共同事業で建設された。
しかし、当初は水稲増産を目的としていたが国の農業政策の転換により、途中から畑作を中心とする灌漑農業地帯の形成を目指すことになった。また、農業用水確保と洪水対策として新井田川に世増ダムが建設されたが、節水技術の進歩、人口減少や農業生産の停滞により水使用量が当初の計画よりも減少している。
このような情勢の変化もあったが2004年（平成16年）に事業が完了した。2009年からは世増ダムから給水が開始され、八戸圏域水道企業団の白山浄水場から周辺8自治体に配水される予定である。また、世増ダムは100年に一度の洪水に対応する防災機能も備えており、新井田川周辺地域の洪水被害の軽減が期待されている。

## 歴史
- 1960年代（昭和30年代）世増ダム構想浮上
- 1976年（昭和51年）　八戸平原総合農地開拓事業開始（土地改良事業）
- 1987年（昭和62年）　新井田川総合開発事業開始（ダム事業）
- 1998年（平成10年）　世増ダム本体工事の着工（東北農政局が施工主体）
- 2004年（平成16年）　事業完了

## 開発データ
- 事業地区　八戸平原地区
- 受益面積　1,864ha
- 主要工事　ダム1箇所、頭首工1箇所、揚水機場2箇所、用水路94.3km、排水路4.2km、農地造成346ha、 区画整理228ha

## 遺跡
- 世増ダム事業区域では、縄文時代の遺跡が発掘されている。畑内遺跡ではキノコをかたどった縄文の土製品がしばしば出土している。[3]

## 参考
- 八戸平原開拓と世増ダム
- 八戸平原土地改良区
- 世増さりダム概要
- 東北農政局北奥羽土地改良調査管理事務所

## 引用
1. ↑  中里信男『道を求めて 中里信男回想録』デーリー東北新聞社、2003年2月。ISBN 978-4-99-014452-4。
2. ↑  八戸平原開拓と世増ダム
3. ↑  縄文紀行 北日本の遺跡～実像に迫る 畑内遺跡　津軽と異なる？動物相 デーリー東北